# Hetzjagd (Roman)
Hetzjagd (Originaltitel: The Statement) ist ein Roman von Brian Moore, der 1995 im Bloomsbury-Verlag, London, erschienen ist. Die deutschsprachige Übersetzung von Bernhard Robben kam 1997 im Diogenes Verlag, Zürich, heraus.

## Handlung
1989 in der Provence: Drei Männer werden an drei verschiedenen Tatorten nacheinander erschossen. Der einflussreiche Maurice de Grandville aus Paris will in seinem Alter nicht noch von seiner Nazi-Vergangenheit eingeholt werden. Darum bringt er einen in Südfrankreich gebürtigen Mittäter, den ehemaligen Standartenführer Pierre  Brossard, für immer und ewig zum Schweigen.
Brossard fährt mit seinem altersschwachen Kleinwagen von Salon-de-Provence zu der nahe gelegenen Benediktiner-Abtei Saint-Cros. Unterwegs erschießt der 70-Jährige kaltblütig einen jungen Killer, der offenbar auf ihn angesetzt wurde. Bei dem Toten findet der Schütze einen Bekennerbrief: Brossard als ehemaliger "Chef der Zweiten Sektion der milice im Raum Marseille" hat sich des Mordes an "vierzehn Juden am 15. Juni 1944 in Dombey, Alpes-Maritimes" schuldig gemacht. Brossard kann sich nicht erklären, wie die Gegner von seinem Aufenthaltsort Kenntnis bekommen konnten. In der Abtei, seinem aktuellen Unterschlupf, will Brossard keinen Tag länger bleiben. Zwar ist ihm der Abt Wladimir Gorschakow – ein Exilrusse, der während des Vichy-Regimes Maréchal Pétain beriet – gewogen, doch die beiden alten Männer haben einen mächtigen Feind. Kardinal Delavigne, "Gaullist, Widerstandskämpfer und Reformer"  hat allen Äbten in seiner Diözese untersagt, Brossard zu beherbergen.
Nicht jeder Abt hält sich an die Weisung dieses Kardinals der "Nachkriegskirche". Jene autonomen Äbte kennt Brossard genau und sucht sie während seiner Flucht vor der Gegnerschar reihum auf. Gegner, das sind nach Brossards tiefer Überzeugung zuerst die Juden sowie ferner die Kommunisten. Außer einigen Altgedienten der katholischen Kirche hat Brossard noch andere Freunde, die ihn regelmäßig Geld schenken oder eben Obdach geben. Da lebt bei Avignon der ehemalige Commissaire Henri Vionnet als Weinbauer. Von jedem besonderen Vorkommnis macht Brossard dem barschen Commissaire a. D. telefonisch Meldung. Brossard ist überdies Mitglied einer "Gruppe katholischer Rechtsaktivisten". Er gehört zu den "Chevaliers de Sainte-Marie".
Die Schlinge um Brossards Hals wird enger gezogen. Brossard, der sein Frankreich liebt, trägt sich mit dem Gedanken, nach Jahrzehnten der Flucht kreuz und quer durch Südfrankreich, nun im Alter doch in ein Land zu fliehen, in dem zumindest Französisch gesprochen wird. Der große Unbekannte in Paris – als reicher alter Mann vorgestellt – setzt den nächsten Killer auf Brossard an.
Gleichzeitig will die Staatsmacht Brossard den Prozess machen. Die moderne République française wird im Roman repräsentiert von der Nachkriegsgeneration – als da sind der intelligente Colonel Robert  Roux  von der Militärpolizei und die rührige Untersuchungsrichterin Annemarie Livi. Nicht nur der "kleine Fisch"  Brossard, der gesuchte Verbrecher, soll der Verbrechen gegen die Menschlichkeit angeklagt werden, sondern hauptsächlich drei ehrenwerte Herren, die als "Unterhändler des Vichy-Regimes mit den Nazis" bekannt sind und – frei in Paris lebend – jahrzehntelang völlig unbehelligt blieben. Nun hoffen der Colonel und die Richterin, dass auch den drei betuchten Herren endlich der Prozess gemacht werden kann. Allerdings muss unbedingt Brossard zuerst auf die Anklagebank. Der Colonel und die DST vermuten, jüdische Nazijäger wie z. B. Serge Klarsfeld oder auch das Simon-Wiesenthal-Zentrum sind ebenfalls hinter Brossard her.
Als Verbindungsmann des zweiten Killers wird ein gewisser Pochon  genannt. Als es für Brossard immer schwieriger wird, in Abteien Unterschlupf zu finden, erinnert er sich seiner kirchlich angetrauten Frau Nicole. Weil der Gatte die Gattin sehr lange mied, wagt er bei ihr einen kurzen Aufenthalt, kehrt aber bald in den Schoß der Kirche zurück. Der alte, clevere Brossard erschießt auch noch den zweiten jungen Killer.
Als der reiche alte Mann den dritten Killer aussendet, wird der Leser überrascht. Die Juden haben nichts mit den Anschlägen auf Brossard zu tun. Der dritte Killer ist jener Pochon, der die beiden ersten Killer im Auftrage des reichen Maurice de Grandville  ausschickte. Vionnet steht mit Inspektor Pochon  in Verbindung. Grandville hat Pochon geschickt ausgewählt. Brossard war zu Zeiten der OAS Inspektor Pochons bezahlter Spitzel. Deshalb vermutet Grandville, Brossard wird keinen Verdacht schöpfen, wenn er von Pochon mit einem kanadischen Pass geködert wird. Dem arg in die Enge getriebenen Brossard bleibt nichts anderes übrig, er muss auf Pochon eingehen. Das ist einer seiner wenigen Fehler und sein letzter zugleich. Brossard wird von Pochon erschossen.

## Hintergrund
In vierzig Kapiteln wechselt der Erzähler ständig die Perspektive zwischen Jägern und dem Gejagten. Nur ein einziges Mal – auf der vorletzten Seite des Romans – ahnt Brossard, wer ihn richten will. Sonst vermutet er über knapp dreihundert Seiten hinweg in die falsche Richtung: Die Juden sollen seine Jäger sein. Als SS-Mann, der Juden mordete, hat er allen Grund zu der Annahme. Aber diese Gedanken sind falsch.
Der Leser ist da ein klein wenig klüger. Er weiß von Maurice de Grandville (siehe oben). Auf der Suche nach dem Auftraggeber der beiden erschossenen Killer bekommt der Leser erst ziemlich spät den ersten handfesteren Hinweis, und der führt in die Irre. Der Auftraggeber ist eine "bedeutende Persönlichkeit", die verhindern will, dass Brossard vor Gericht gestellt wird. Das schließen Colonel Roux und die Richterin Livi später messerscharf. Und der zweite Killer redet dem Leser ein, sein Auftraggeber sei ein Jude. Das ist nicht richtig. Grandville ist ein Feind der Juden.
Grandville unternimmt mit drei Bekennerbriefen – jeweils an den drei Tatorten – den Versuch, die Juden als Rächer hinzustellen. Grandville will nicht des Verbrechens gegen die Menschlichkeit angeklagt werden. Deswegen lässt er einen Killer nach dem anderen auf den alten Nazi Brossard los.
Der Roman ist inspiriert durch den Fall Paul Touvier.

## Ungereimtes
- Der belarussische Aristokrat Abt Wladimir Gorschakow steht als Karmeliter[4] Benediktinern vor[5].

## Rezension
- Christian Seiler in Profil, Wien: "Hetzjagd ist ein neues Format des politischen Romans"[6].

Alle in englischer Sprache:
- Roger Kaplan hebt in einer kurzen Rezension vom Oktober 1996 eines der Verdienste Brian Moores hervor. Der Autor habe das Thema Kollaboration im Vichy-Frankreich in einer Prosaarbeit behandelt.
- In einer knappen Besprechung vom April 2005 packt Bob Corbett das heiße Eisen im Roman an: die Standpunkte Roms zu den Verbrechen während des Zweiten Weltkriegs.
- Philip Spires bemängelt, der Autor habe die Motive der Protagonisten unzureichend herausgearbeitet.
- Auf der Seite von fantasticfiction sind die zahlreichen Buchausgaben (mit Cover-Abbild) aufgelistet. In der zugehörigen Kurzbesprechung wird betont, das abgrundtief Böse in Brossard ist die eine Seite des Romans. Auf der anderen Seite aber stehen Brossards – meist unsichtbare – Beschützer.

## Verfilmung
Der Roman wurde 2003 von Norman Jewison unter dem Originaltitel The Statement mit Michael Caine als Pierre Brossard und Charlotte Rampling als Brossards Frau Nicole verfilmt.

## Ausgaben
- Hetzjagd. Roman. Aus dem Englischen von Bernhard Robben. Diogenes, Zürich 1999. ISBN 3-257-23096-6
- Hetzjagd. Verlag SZ, München 2006. ISBN 978-3-86615-272-4

Hörspiel
- Hetzjagd. Aus dem Englischen von Bernhard Robben, Bearbeitung und Regie: Alexander Schuhmacher, Produktion: SWR 1997.[7]